# Frances Courtenay Baylor
Frances Courtenay Baylor Barnum (20 de enero de 1848, Fort Smith, Arkansas-15 de octubre de 1920, Winchester, Virginia) fue una escritora estadounidense de ciencia ficción.
Su padre, James Dawson, fue un oficial del ejército. La familia se mudaba con frecuencia durante  la infancia de Frances. Mientras era adolescente, sus padres se divorciaron y Frances empezó a utilizar su apellido materno, Baylor.
En 1885 publicó su primera novela On Both Sides. El libro fue bien recibido como una "novela internacional" en revistas americanas y británicas.
En 1896 Frances casó con George Barnum, quien murió poco tiempo después de su boda. Después de su muerte, se mudó a Winchester, Virginia, donde pasó el resto de su vida hasta su muerte.

## Obra
- On Both Sides (1885)
- Behind the Blue Ridge (1887)
- Juan and Juanita (1888)
- A Shocking Example, and Other Sketches (1889)
- Claudia Hyde (1894)
- Miss Nina Barrow (1897)
- The Ladder of Fortune (1899)
- A Georgian Bungalow (1900)